# Bếp Hoàng Cầm

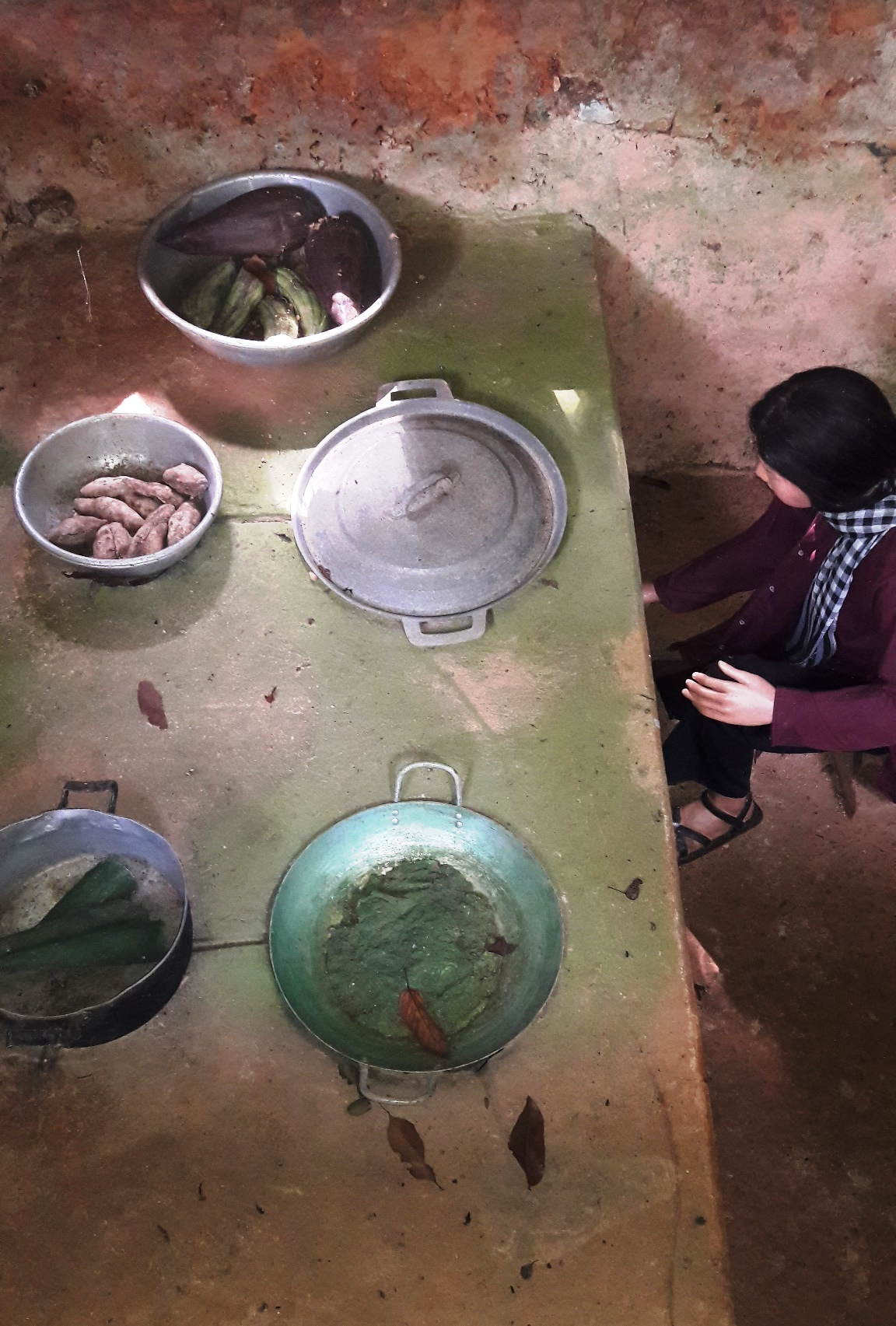
Phục dựng bếp Hoàng Cầm ở Chiến khu D

Bếp Hoàng Cầm ra đời từ chiến dịch Hòa Bình (1951 – 1952) và rất phổ biến trong chiến dịch Điện Biên Phủ. Đây là một loại bếp dã chiến, có công dụng làm tan loãng khói bếp tỏa ra khi nấu ăn nhằm tránh bị máy bay phát hiện từ trên cao, cũng như ở gần. Bếp mang tên người chế tạo ra nó, anh hùng nuôi quân Hoàng Cầm (1916 – 1996). Ông nguyên là tiểu đội trưởng nuôi quân của Đội trưởng Đội điều trị 8, Sư đoàn 308 Quân đội Nhân dân Việt Nam.
Với những ưu thế nên bếp Hoàng Cầm đã trở nên phổ biến trong các đơn vị trong Chiến dịch Điện Biên Phủ và những năm Chiến tranh Việt Nam sau này. Địa đạo Củ Chi hiện nay vẫn còn công trình hầm bếp Hoàng Cầm.

## Tiểu sử anh nuôi Hoàng Cầm
Hoàng Cầm sinh năm 1916 ở xã Trực Đại, huyện Trực Ninh, tỉnh Nam Định. Vì nghèo khó, ông bỏ nhà lên phố mưu sinh năm 20 tuổi. Sau năm 1936, ông học nghề đầu bếp và làm thuê cho cửa hàng cơm Văn Phú ở phố Hàng Lọng (đường Lê Duẩn ngày nay).
Sau Cách mạng tháng Tám, ông tham gia tự vệ thành. Năm 1947, ông được giao nhiệm vụ phụ trách cấp dưỡng của An Dưỡng đường thuộc Quân y vụ khu Trung ương (Cục Quân y). Cuối năm 1948, ông được điều về phụ trách cấp dưỡng tại Quân y viện ở Mỹ Tranh.
Thu đông năm 1949, trong Chiến dịch Biên giới, ông phụ trách một tổ cấp dưỡng tại một trạm vận chuyển thương binh ở Na Lang.
Trong Chiến dịch Hoàng Hoa Thám 1951, do có công giúp đơn vị "luôn đủ thực phẩm tươi sống mà giá cả lại phải chăng, đời sống thương bệnh binh ngày càng được cải thiện"...ông được tặng thưởng Huân chương Chiến công hạng ba.
Đông xuân 1951 – 1952, trong Chiến dịch Hòa Bình, vì phải theo sát cuộc chiến đấu của Sư đoàn 308, bộ phận phục vụ của Hoàng Cầm phải chia làm 2 tổ, bình quân mỗi người phải phục vụ 60 người. Giai đoạn này ông đã chế tạo bếp Hoàng Cầm.
Bếp Hoàng Cầm do ông chế tạo đã được nhanh chóng phổ biến và sử dụng rộng rãi trong Quân đội Nhân dân Việt Nam thời kỳ Chiến tranh Đông Dương và Chiến tranh Việt Nam. Với thành tích trên, cha đẻ của bếp Hoàng Cầm đã được bầu là Chiến sĩ thi đua sư đoàn, được thưởng Huân chương Chiến công hạng Nhì.
Sau Chiến tranh Đông Dương, ông nhận huy hiệu chiến sĩ Điện Biên và Huân chương Chiến thắng hạng Ba. Năm 1958, Hoàng Cầm ra quân. Ông tiếp tục công tác tại thị trấn Tam Đảo. Kết thúc cuộc Chiến tranh Việt Nam, ông được tặng thưởng Huân chương Kháng chiến hạng Hai.

## Cấu tạo của bếp
Bếp có nhiều đường rãnh để thoát khói, nối liền với lò bếp. Hệ thống thoát khói được lát phía trên bằng cây, que tươi, phủ một lớp lá tươi và trên cùng phủ một lớp đất tơi xốp để khói thoát ra thành làn khói mỏng. Hệ thống thoát khói có tác dụng hút khí tạo ra sự đối lưu không khí giúp cho bếp cháy tốt và dẫn khói thoát ra tạo thành làn khói mỏng bay là là trên mặt đất. Hệ thống thoát khói gồm 3 bộ phận: hầm khói, đường dẫn khói và tia tản khói.
- Hầm khói: Bếp có thể đào 1 hoặc 2 hầm khói tuỳ thuộc vào điều kiện địa hình cho phép và yêu cầu tản khói. Hầm khói có hình khối lập phương, kích thước mỗi chiều là 0,8m hoặc 1m.
- Đường dẫn khói có tiết diện 25x25cm hoặc 30x30cm, gồm 2 đoạn từ hố đặt nồi đến hầm khói và từ hầm khói 1 sang hầm khói 2, hơi dốc lên 10-150 là tốt nhất. Đường dẫn khói từ hố đặt nồi đến hầm khói 1 dài 2,5-3m. Đường dẫn khói từ hầm khói 1 đến hầm khói 2 dài 3-5m.
- Tia tản khói: Mỗi bếp thường có 3 tia tản khói, có tiết diện 20x20cm hoặc 25x25 cm, dài 4-7 m, dốc lên 10-150 là tốt nhất; đầu tia tản khói khuất vào trong bụi rậm hoặc lùm cây.

Do đó, bếp Hoàng Cầm nấu được cả ban ngày lẫn ban đêm mà không sợ lộ khói lửa, theo tinh thần "đi không dấu, nấu không khói...".
Bếp Hoàng Cầm được chia thành 3 loại:
- Bếp Hoàng Cầm cấp 1: Cấu tạo gồm hầm bếp, hệ thống thoát khói và bạt bếp (có thể làm mái che tạm thời bằng tăng, bạt, lá cây). Bếp được sử dụng trong thời gian tạm dừng khi hành quân còn cách xa địch, ít phi pháo hoặc trong chiến đấu tiến công.
- Bếp Hoàng Cầm cấp 2: Gồm 3 bộ phận như bếp cấp 1 nhưng trong hầm bếp có bể chứa nước, bàn chế biến thực phẩm, có đường nối với hệ thống giao thông hào trận địa. Mái che phần hầm bếp bằng gỗ, đất dày trên 0,5m. Bếp dùng trong chiến đấu phòng ngự hoặc trú quân dài ngày gần địch.
- Bếp Hoàng Cầm cấp 3: Tương tự như bếp cấp 2 nhưng kiên cố hơn, có đường nối với hầm chứa lương thực, thực phẩm và hầm ngủ của nuôi quân. Mái che hầm bếp được làm kết hợp bê tông, gỗ, đất dày trên 1m. Bếp dùng trong chiến đấu phòng ngự hoặc trú quân dài ngày gần địch, nơi địch đánh phá ác liệt.

## Bếp Hoàng Cầm trong văn thơ
Hình ảnh bếp Hoàng Cầm đã xuất hiện trong thơ ca kháng chiến, mà nổi tiếng nhất là trong thơ Phạm Tiến Duật. Trong Bài thơ về tiểu đội xe không kính nói về bộ đội những năm tháng chống Mỹ, Phạm Tiến Duật có viết:
"Bếp Hoàng Cầm ta dựng giữa trời
Chung bát đũa nghĩa là gia đình đấy..."

"Bếp Hoàng Cầm ta sưởi ấm khắp nơi nơi..." (Nổi lửa lên em)